# 条山集团
条山集团，是中华人民共和国甘肃省白银市景泰县下辖的一个类似乡级单位。

## 行政区划
条山集团下辖以下地区：
泰玉路社区。